# Движение — всё, цель — ничто
«Движение — все, цель — ничто» (или полностью: «[Конечная] цель [, какова бы она ни была, для меня] ничто; движение все» нем. Dieses Ziel, was immer es sei, ist mir gar nichts, die Bewegung alles) — тезис, сформулированный социал-демократом Эдуардом Бернштейном (1850—1932), реформистским лидером II Интернационала и идеологом ревизии марксизма (бернштейнианства). Лозунг стал предметом бурной полемики в социалистическом движении.
Эдуард Бернштейн подверг пересмотру («ревизии») теорию Карла Маркса и выступал против идей «классовой борьбы», «диктатуры пролетариата» и «неизбежности социалистической революции» во главе с рабочим классом. Основную задачу рабочего движения Э. Бернштейн видел в борьбе за социальные реформы, улучшение материального положения наемных рабочих, защиту их прав («движение — всё»), но не пытаясь воплотить идеи К. Маркса о «пролетарской революции» в жизнь («цель — ничто»).
Эти идеи, заменявшие необходимость ниспровержения капиталистического строя его постепенным реформированием, Э. Бернштейн сформулировал, в частности, в статьях «Проблемы социализма» в журнале «Die Neue Zeit» за 1896/1897 год и книге «Предпосылки социализма и задачи социал-демократии». Заключительная глава его книги «Социальные проблемы» носила соответствующее название «Конечная цель и движение». В своей программной работе «Возможен ли научный социализм?» (1901) он заключает: «рассматривая в качестве цели социалистического движения идеальный общественный строй будущего общества и подчиняя этой цели свои действия сегодня, социал-демократия превращает социализм до известной степени в утопию… Как цель общественного движения социализм ни в коем случае не должен рассматриваться в качестве неизбежного и необходимого результата общественного развития, осуществления которого ждут все социал-демократы, пусть с большей или меньшей степенью уверенности».

## Критика
Тезис часто воспринимался в социалистическом движении конца девятнадцатого — начала двадцатого века как отказ от революции и попытка перейти на реформистский путь.
Резкой критике этот лозунг подвергали и российские марксисты, в том числе Сталин и Плеханов (на критику Плеханова Бернштейн ответил в статье «Эволюционный социализм»).
Лев Троцкий в своей статье «Карл Каутский» (1919 г.) называл этот лозунг «бессмыслицей и пошлостью».
Роза Люксембург в работе «Социальная реформа или революция?» указывала, что в этой фразе сам Бернштейн наиболее метко и остро сформулировал свои взгляды, идущие вразрез с тем, что «для социал-демократии существует неразрывная связь между социальной реформой и социальной революцией: борьба за социальную реформу — это средство, а социальный переворот — это цель», причём «именно эта конечная цель превращает все рабочее движение из бесплодного штопания, предпринимаемого для спасения капиталистического строя, в классовую борьбу против этого строя с целью его окончательного уничтожения» и «является единственным решающим моментом, отличающим социал-демократическое движение от буржуазной демократии и буржуазного радикализма».

## Употребление
Обычно фраза употребляется иронически по отношению к тому, кто придаёт большее значение процессу, чем результату.
Президент России Владимир Путин периодически цитирует эту фразу, причём каждый раз приписывает её не Эдуарду Бернштейну, а резко критиковавшему её Льву Троцкому (возможно, из-за того, что тот изначально носил фамилию Бронштейн) и «троцкизму» вообще: он использовал её в 2008 году на совещании в Сочи, посвящённом строительству олимпийских объектов, в 2011 году на заседании штаба Общероссийского народного фронта, в 2014 году на форуме действий Общероссийского народного фронта. В 2023 году на Восточном экономическом форуме Путин этими словами объяснил, почему Россия не может прекратить боевые действия, пока Украина ведёт контрнаступление.

### Постмодернизм
По мнению некоторых авторов, постмодернизм определяется с принципом: «движение (или хаос) — всё, цель ничто».

## Комментарии
1. ↑  президент корпорации «Олимпстрой» Виктор Колодяжный в ответ на вопрос о сроках завершения строительства бобслейной трассы ответил: «Будем стараться»; В. В. Путин ответил:
Это не ответ. «Будем стараться» — это процесс: движение — все, конечная цель — ничто. Это троцкизм, как известно. Я хочу услышать от вас, как от руководителя корпорации, прямой, ясный и однозначно понимаемый ответ.
2. ↑  Разумеется, и в нашей стране, да, собственно, в любой другой стране всегда есть, всегда были и всегда будут силы, которым важна не перспектива развития, а важно броуновское движение такое постоянное. Помните известный троцкистский лозунг «Движение — все, конечная цель — ничто»
3. ↑  Это у Троцкого было: движение — все, конечная цель — ничто. Нам нужна конечная цель
4. ↑  «Ну как же мы можем прекратить боевые действия, если противная сторона осуществляет контрнаступление. Мы что должны сделать? Они будут контрнаступать, а мы скажем: „А мы прекращаем?“ Мы же не троцкисты: „Движение — все, конечная цель — ничто“. Это плохая теория»